# Phó Chủ tịch Quốc hội Lào
Phó Chủ tịch Quốc hội Cộng hòa Dân chủ Nhân dân Lào (tiếng Lào: ຮອງປະທານ ສະພາແຫ່ງຊາດ ສາທາລະນະລັດ ປະຊາທິປະໄຕ ປະຊາຊົນລາວ), còn được gọi là Phó Chủ tịch Quốc hội Lào (tiếng Lào: ຮອງປະທານ ສະພາແຫ່ງຊາດ ລາວ) là chức vụ lãnh đạo cao cấp của nước Cộng hòa Dân chủ Nhân dân Lào.
Phó Chủ tịch Quốc hội có nhiệm vụ giúp Chủ tịch Quốc hội thực hiện nhiệm vụ, điều hành công việc và chịu trách nhiệm về các công việc khác theo sự phân công của Chủ tịch Quốc hội. Là chủ tọa các phiên họp Quốc hội, phiên họp của Ủy ban Thường vụ Quốc hội theo sự phân công của Chủ tịch Quốc hội.
Chủ tịch Quốc hội cử ra một Phó Chủ tịch Quốc hội hoặc một Ủy viên Ủy ban Thường vụ Quốc hội thay mặt Chủ tịch Quốc hội trong trường hợp vắng mặt. Trường hợp Chủ tịch Quốc hội không thực hiện được nhiệm vụ thì Ủy ban Thường vụ Quốc hội bầu ra một Phó Chủ tịch Quốc hội tạm quyền Chủ tịch Quốc hội cho đến khi Quốc hội nhóm họp để bầu ra Chủ tịch Quốc hội mới.
Phó Chủ tịch Quốc hội được thiết lập từ năm 1992. Trước đó được gọi là Phó Chủ tịch Hội đồng Nhân dân Tối cao.
Phó Chủ tịch Quốc hội được Quốc hội bầu trên cơ sở đề nghị của Chủ tịch Quốc hội tại kỳ họp khai mạc của Quốc hội. Có nhiệm kỳ theo nhiệm kỳ của Quốc hội và không giới hạn nhiệm kỳ. Chủ tịch Quốc hội, Phó Chủ tịch Quốc hội đồng thời là Chủ tịch và Phó Chủ tịch Ủy ban Thường vụ Quốc hội.

## Danh sách Phó Chủ tịch Quốc hội
| Thứ tự | Quốc hội khóa | Phó Chủ tịch Quốc hội      | Bổ nhiệm | Miễn nhiệm | Chủ tịch Quốc hội                                             | Ghi chú                           |
| ------ | ------------- | -------------------------- | -------- | ---------- | ------------------------------------------------------------- | --------------------------------- |
| 1      | I             | Sisomphon Lovansay         | 12/1975  | 3/1989     | Souphanouvong (đến 10/1986)                                   |                                   |
| 2      | I             | Sithon Kommadam            | 12/1975  | 3/1989     | Souphanouvong (đến 10/1986)                                   |                                   |
| 3      | I             | Faidang Lombelyao          | 12/1975  | 3/1989     | Souphanouvong (đến 10/1986)                                   |                                   |
| 4      | I             | Khamsouk Keola             | 12/1975  | 3/1989     | Souphanouvong (đến 10/1986)                                   |                                   |
| 5      | II            | Thongsing Thammavong       | 3/1989   | 12/1992    | Nouhak Phoumsavanh                                            |                                   |
| 6      | III           | Khambou Sounisai           | 12/1992  | 12/1997    | Samane Viyaket                                                |                                   |
| 7      | III           | Vongphet Saikeuyachongtoua | 12/1992  | 12/1997    | Samane Viyaket                                                |                                   |
| 6      | IV            | Khambou Sounisai           | 12/1997  | 2/2002     | Samane Viyaket                                                |                                   |
| 7      | IV            | Vongphet Saikeuyachongtoua | 12/1997  | 2/2002     | Samane Viyaket                                                |                                   |
| 8      | IV            | Onchan Thammavong          | 12/1997  | 2/2002     | Samane Viyaket                                                | Nữ phó chủ tịch Quốc hội đầu tiên |
| 9      | V             | Pany Yathotou              | 2/2002   | 4/2006     | Samane Viyaket                                                |                                   |
| 9      | VI            | Pany Yathotou              | 4/2006   | 12/2010    | Thongsing Thammavong (đến 12/2010) Pany Yathotou (từ 12/2010) |                                   |
| 10     | VI            | Saysomphone Phomvihane     | 4/2006   | 4/2011     | Thongsing Thammavong (đến 12/2010) Pany Yathotou (từ 12/2010) |                                   |
| 10     | VII           | Saysomphone Phomvihane     | 4/2011   | 3/2016     | Pany Yathotou                                                 |                                   |
| 11     | VII           | Somphanh Phengkhammy       | 4/2011   | 3/2016     | Pany Yathotou                                                 |                                   |
| 12     | VIII          | Sengnouan Xayalath         | 3/2016   | 3/2021     | Pany Yathotou                                                 |                                   |
| 11     | VIII          | Somphanh Phengkhammy       | 3/2016   | 3/2021     | Pany Yathotou                                                 |                                   |
| 13     | VIII          | Bounpone Bouttanavong      | 3/2016   | 3/2021     | Pany Yathotou                                                 |                                   |
| 14     | VIII          | Sisay Leudetmounsone       | 3/2016   | 3/2021     | Pany Yathotou                                                 |                                   |
| 15     | IX            | Sounthone Xayachak         | 3/2021   | nay        | Saysomphone Phomvihane                                        |                                   |
| 16     | IX            | Chaleun Yiapaoher          | 3/2021   | nay        | Saysomphone Phomvihane                                        |                                   |
| 17     | IX            | Sommad Pholsena            | 3/2021   | nay        | Saysomphone Phomvihane                                        |                                   |
| 18     | IX            | Khambay Damlath            | 3/2021   | nay        | Saysomphone Phomvihane                                        |                                   |
| 19     | IX            | Souvone Leuangbounmy       | 3/2021   | nay        | Saysomphone Phomvihane                                        |                                   |
| Nguồn: |               |                            |          |            |                                                               |                                   |